# Philippe de Ternant
Philippe de Ternant (1400-1456), noble bourguignon de haute lignée du comté de Nevers et de la châtellenie de Savigny-Poil-Fol, seigneur de Ternant, de la Motte de Thoisy et de Limanton, fut chambellan de Philippe le Bon, duc de Bourgogne.

## Biographie
Philippe de Ternant, chevalier de la Toison d'or, est le fils de Hugues II de Ternant (?-1417) et de son épouse Alix de Norry.
C'est à la Bataille de Cravant qu'il est fait chevalier le 31 juillet 1423. Membre du Conseil de Philippe Le Bon en 1429 et du "Grand Conseil" à partir de 1433 du Duc de Bourgogne.
Philippe de Ternant fut commandant de la garde de Bourgogne, il guerroya beaucoup en Flandre pour le compte du duc de Bourgogne à partir de 1430, habitant alors le plus souvent Bruges. Il en profita pour commander et ramener les deux triptyques ou retables qui ornent l'église paroissiale de Ternant. Cette année-là il est fait chevalier de la Toison d'Or à Bruges dès sa création le 10 janvier 1430 lors du mariage de Philippe le Bon avec Isabelle de Portugal. Au cours des années suivantes c'est lui qui à l'occasion des chapitres de l'Ordre donne les instructions aux artistes travaillant pour celui-ci et assure les paiements. Les cousins de sa femme, Guillaume de Lalaing (°?-†.1475) et Jean V de Créquy (°1395-†.1474), sont également chevaliers de la Toison d'Or. Il participe en 1432 à une opération militaire avec ses troupes contre celles des Armagnac en direction de Paris et en 1433, il accompagne Philippe le Bon et Antoine Ier de Croÿ (1385-1475), chevalier de la Toison d'Or, pour protéger la Bourgogne. Sa présence est affirmée en novembre 1433 auprès de la duchesse Isabelle, huit jours avant la naissance de Charles, comte de Charolais.
Négociateur à la Conférence de Nevers le 20 janvier 1435 entre le duc de Bourbon qui avait envahi le Mâconnais et le Chalonnais, à la suite des succès militaires qu'avait eus sur lui le duc de Bourgogne. À la suite de cette trêve Bourbon lâcha dans la nature ses troupes de mercenaires qui pillèrent le pays et qu'on nomma les Écorcheurs. Il participa également à la négociation du Traité d'Arras, signé le 20 septembre 1435 où le roi de France cède le comté d'Auxerre, le comté de Mâcon, et les Villes de la Somme dont Roye au duc. Le roi Charles VII lui fait un don. Chambellan de Philippe le Bon (Philippe III de Bourgogne), il reçoit en 1435 de celui-ci, la baronnie d'Apremont et la seigneurie de Gendrey, et la place de Donzy en Nivernais.
Le 8 mars 1436, Charles VII nomme Arthur III de Bretagne, Connétable de Richemont lieutenant-général en Île-de-France, Normandie, Champagne et Brie, avec la charge de reprendre Paris. Le 13 avril 1436, Richemont se présente sous les murs de la cité avec le renfort de troupes bourguignonnes, commandées par Philippe de Ternant. Les Anglais sont repoussés aux portes de la capitale. La ville est en pleine effervescence. Victimes de la fureur populaire des Parisiens, les Anglais doivent se réfugier dans la bastille Saint-Antoine. Le 15 avril, la garnison capitule. La prise de Paris renforce encore la position de Richemont auprès de Charles VII, d'autant que les Bretons du connétable s'illustrent en Île-de-France aux côtés des grands capitaines français. Philippe de Ternant est nommé Premier Prévôt de Paris pendant plusieurs mois, et rend la justice au Châtelet puis est nommé premier Gouverneur de Paris. Capitaine général du Pays de Brie, et gouverneur du Maconnais. En octobre 1436, il participe à la répression des Brugeois révoltés, il va à Gand en compagnie d'Isabelle de Portugal et de Jacques de Crèvecœur.
En 1438, une épidémie de peste sévit sur tout le duché.
En plus de ses fonctions militaires, il se voit confier des missions diplomatiques à partir des années 1440. C'est en compagnie de Guillaume de Fillastre qu'il entreprend des négociations à Compiègne avec le Dauphin de France, le futur Louis XI, puis le 1er novembre 1442 lors de la rencontre de Philippe le Bon, et de Frédéric III, il dirige la compagnie des archers du duc. Le duché de Luxembourg est vendu à Philippe le Bon, par Élisabeth de Goerlitz en 1441. Les Luxembourgeois refusant de reconnaître cette cession, Philippe le Bon fait prendre d’assaut la capitale du duché par Philippe de Ternant les 21 et 22 novembre 1443, qui la livre au pillage de ses soldats. Il est à Bruges en 1446 où il accompagne la duchesse de Bourgogne ; il est chargé de l'administration financière. Il joute à Arras contre Galeotto Baltazin, de la famille des Bardaji, écuyer espagnol de Philippe Marie Visconti, duc de Milan. Olivier de La Marche en fera une description.
Ambassadeur en 1447, avec Georges Chastellain pour le duc de Bourgogne, auprès du duc de Clèves: Adolphe Ier de Clèves, et de Thierry II de Moers archevêque de Cologne, afin de tenter de régler un différend qui les oppose. Membre des Conseils des Guerres et des Finances du duc de Bourgogne.
C'est avec Chastellain qu'il est mandaté en Bourgogne en 1448 dans le cadre d'un prêt de 5 000 saluts d'or. De retour aux Pays-Bas, il est nommé Capitaine du Château de l'Écluse en remplacement de Guilbert de Lannoy et lui-même de Jean du Bois, seigneur d'Annequin (+1415).
Avec son ami Olivier de La Marche, il part au Saint-Empire romain germanique pour une mission diplomatique dans le courant de l'année 1449. Puis il participe avec le roi de France à la reconquête de la Normandie en 1449 où il se trouve à Pont-Audemer. Cette même année, il assiste Jean de Luxembourg dans un pas d'armes tenu à Bruges contre Bernard de Foix. Il participe au tournoi de la Belle Pèlerine vers Saint-Omer en compagnie des sires de Créquy, de Haubourdin et Ravenstein, où il porte les armes du héros grec Palamède.
En avril 1452, après avoir été blessé à la guerre contre les Gantois, il est envoyé à Alost. C'est avec Philippe le Bon qu'il part à Termonde, alleu de Flandre le 18 mai 1452. Puis il est à la Bataille d'Overmere et à celle de Lokeren. Le Duc le charge d'éloigner le jeune comte de Charolais, le futur Charles le Téméraire du champ de bataille. Le 16 juin 1452 il a la charge de la bannière ducale à la Bataille de Rupelmonde ou Bataille de Bazel.
En 1454, Philippe de Ternant, accusé d'avoir fait arrêté un marchand anglais alors que la Bourgogne avait conclu une trêve avec l'Angleterre, dut demander pardon au conseil de l'ordre de la Toison d'Or et fut condamné à aller en pèlerinage à Saint-Jacques-de-Compostelle. Philippe de Ternant était aussi seigneur de la Motte (actuelle commune de La Motte-Ternant).
C'était un homme d'argent qui passe pour un rapace, ce qui lui vaudra une disgrâce entre 1447 et 1451 et Isabelle de Portugal ne l'aimait pas tellement.

## Mariage, postérité
Marié en 1431 à Isabeau de Roye, demoiselle d'honneur de la duchesse Isabelle de Portugal, fille de Mathieu III de Roye (†1440), Maréchal de France et de Marguerite de Ghistelles. La duchesse de Bourgogne offrit à cette occasion à Isabeau de Roye une somme de 666 livres 13 sols et 4 deniers. Philippe de Ternant et son beau-frère Guy de Roye guerroyèrent sous les ordres de Jean de Bourgogne (1415-1491), comte de Nevers, comte d'Etampes.
Ils ont eu :
1. Charles de Ternant, fut compagnon d’enfance de Charles le Téméraire, et gouverneur et capitaine de Château-Chinon ;
2. Antoinette de Ternant, mariée à Louis de La Trémoille, troisième enfant naturel de Jean de La Trémoille (fils légitimé de Louis II de La Trémoille et de Jeanne de la Rue) et de Charlotte d'Autry. Antoinette de Ternant mit au monde 22 enfants[9].

## Iconographie

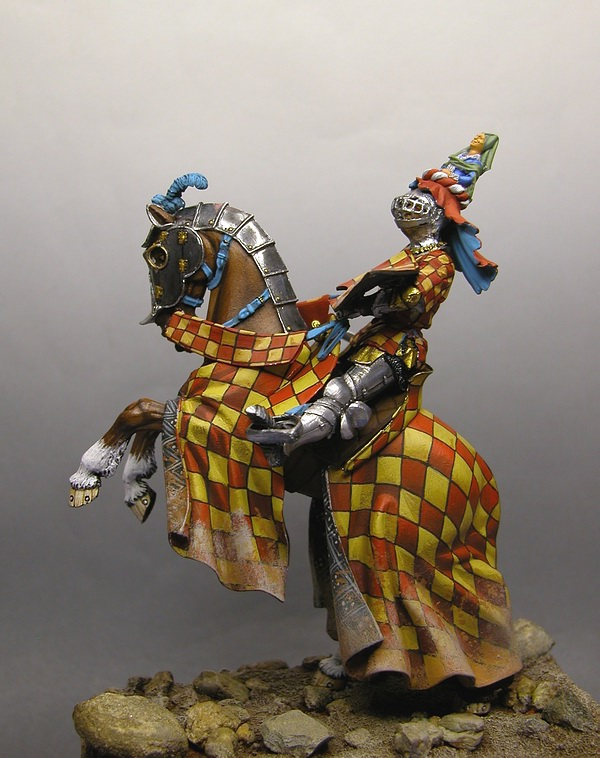
Philippe de Ternant (XV)

- Philippe de Ternant, Seigneur de Ternant, dans Les Ordonnances et Armorial de la Toison d'Or, (Bibliothèque de La Haye-KB.H576E10)
- Philippe de Ternant, dernier personnage, derrière celui en habit vert dans la peinture miniature illustrant les  Chroniques de Hainaut par Rogier van der Weyden - KBR Bruxelles ms9242. Il est en présence de Philippe le Bon, de son fils Charles recevant l'hommage de l'auteur des Chroniques.1446- traduction en français 1447-1448
- Philippe de Ternant et Isabeau de Roye, sur le retable de la Vierge à Ternant.